# Zygophyllum kopalense
Zygophyllum kopalense är en pockenholtsväxtart som beskrevs av A. Boriss.. Zygophyllum kopalense ingår i släktet Zygophyllum och familjen pockenholtsväxter. Inga underarter finns listade i Catalogue of Life.